# 외뿔소자리 15

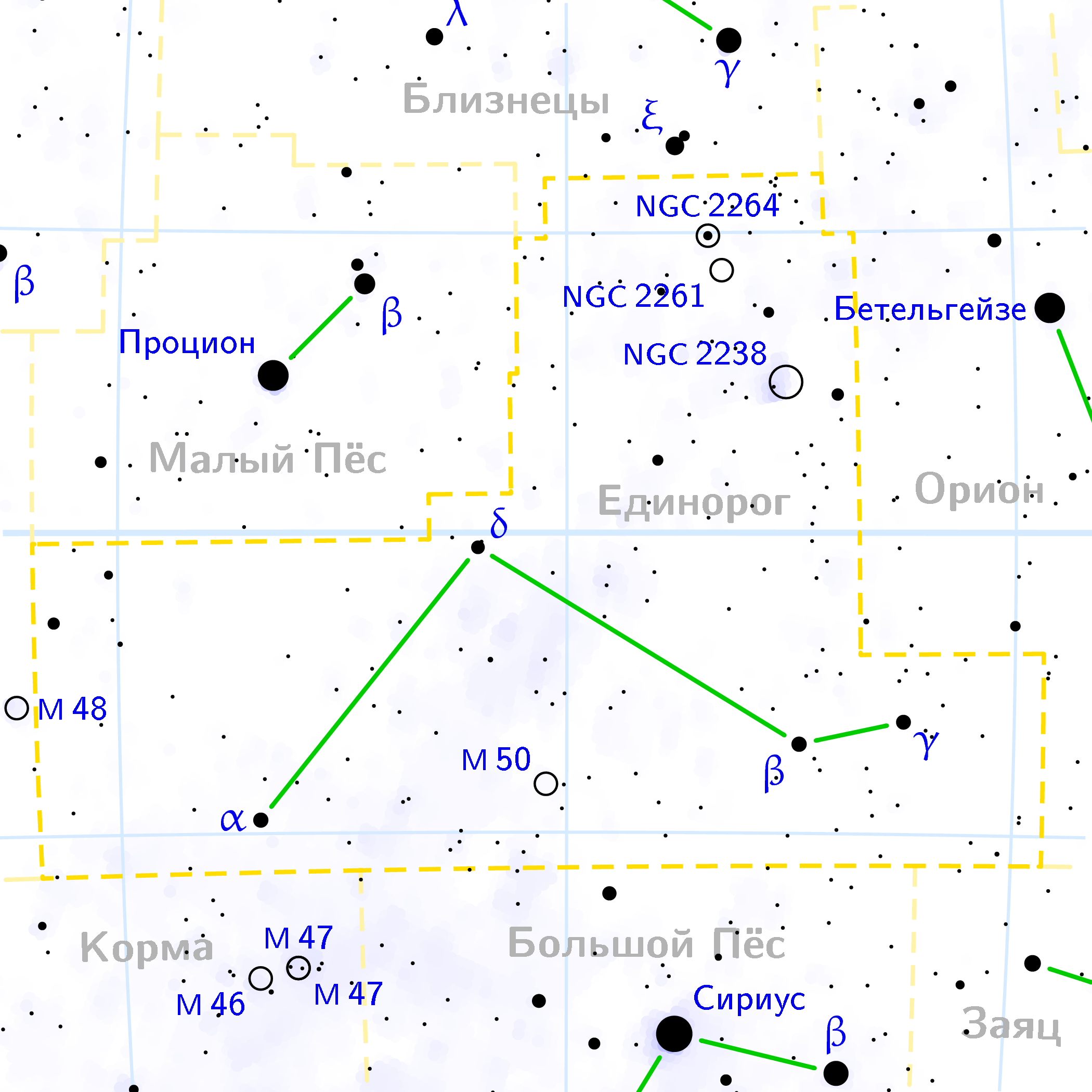

외뿔소자리 S 또는 외뿔소자리 15는 외뿔소자리 방향으로 지구로부터 약 3,247 광년 떨어진 곳에 있는 변광성이다. 이 별은 분광쌍성으로 구성원은 질량중심을 74년에 한 번 돈다. 1943년까지 이 별의 스펙트럼은 다른 항성의 분광형을 정하는 기준별 역할을 했다. 분광형은 O V로 O형 주계열성이며 밝기는 4.2에서 4.6까지 요동친다. NGC 2264 내 크리스마스 트리 성단 중심부에 자리잡고 있다.
이 항성계의 물리적 자료는 그 정확성에 있어 논쟁거리이다. 워싱턴 이중성 목록에는 이 계가 8중성계라고 기록되어 있다. 공전궤도 매개변수 및 NGC 2264 내 있다는 가정하에 나온 거리는 3,247 광년이다. 그러나 히파르코스 시차자료에 따르면 상기 거리의 절반 정도로 줄어든다.